# 阿吕 (索姆省)
阿吕（法語：Hallu，法語發音：[aly]）是法国上法蘭西大區索姆省的一个市镇，属于蒙迪迪耶区。

## 地理
阿吕（49°47'34"N, 2°47'20"E）面积3.85 平方千米，位于法国上法蘭西大區索姆省，该省份为法国北部沿海省份，北起加来海峡省和北部省，西接滨海塞纳省和大西洋英吉利海峡，南至瓦兹省，东临埃纳省。
与阿吕接壤的市镇（或旧市镇、城区）包括：绍讷、希利、阿唐库尔、潘希。

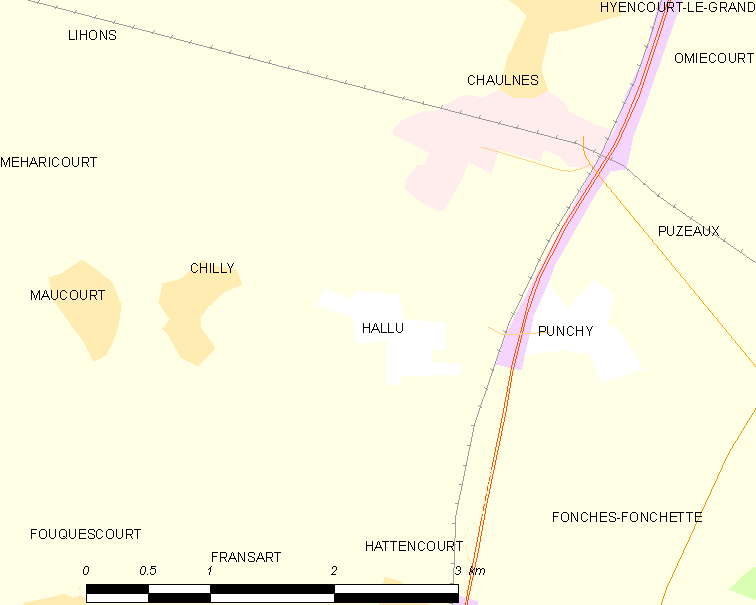
的OSM定位图

阿吕的时区为UTC+01:00、UTC+02:00（夏令时）。

## 行政
阿吕的邮政编码为80320，INSEE市镇编码为80409。

## 政治
阿吕所属的省级选区为莫勒伊县。

## 人口

1962-2008年间人口变化图示

阿吕于2022年1月1日时的人口数量为140人。